# Ehemaliges Wachhaus (Haiger)

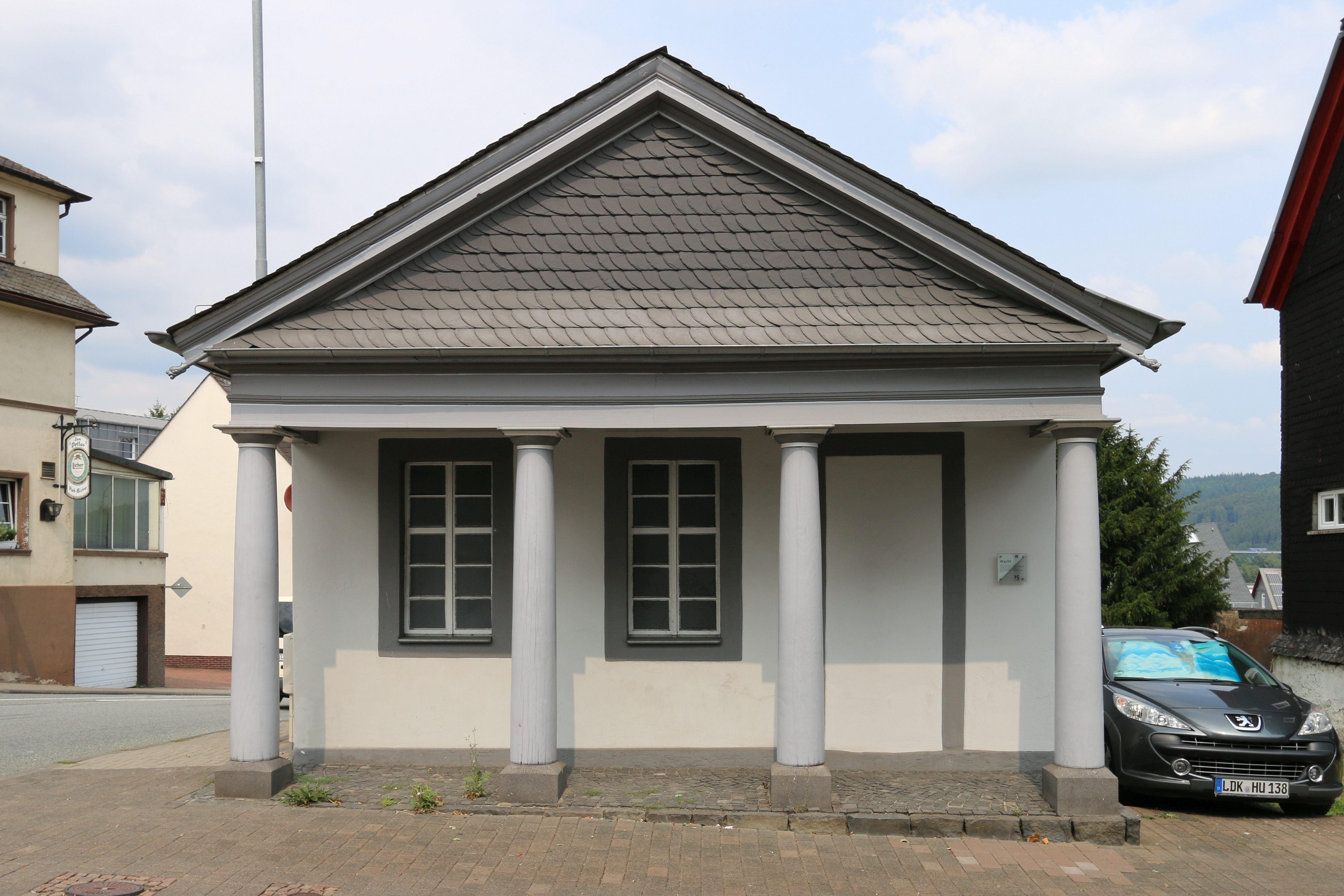
Wachhaus, Hauptstraße 96 in Haiger (2015)

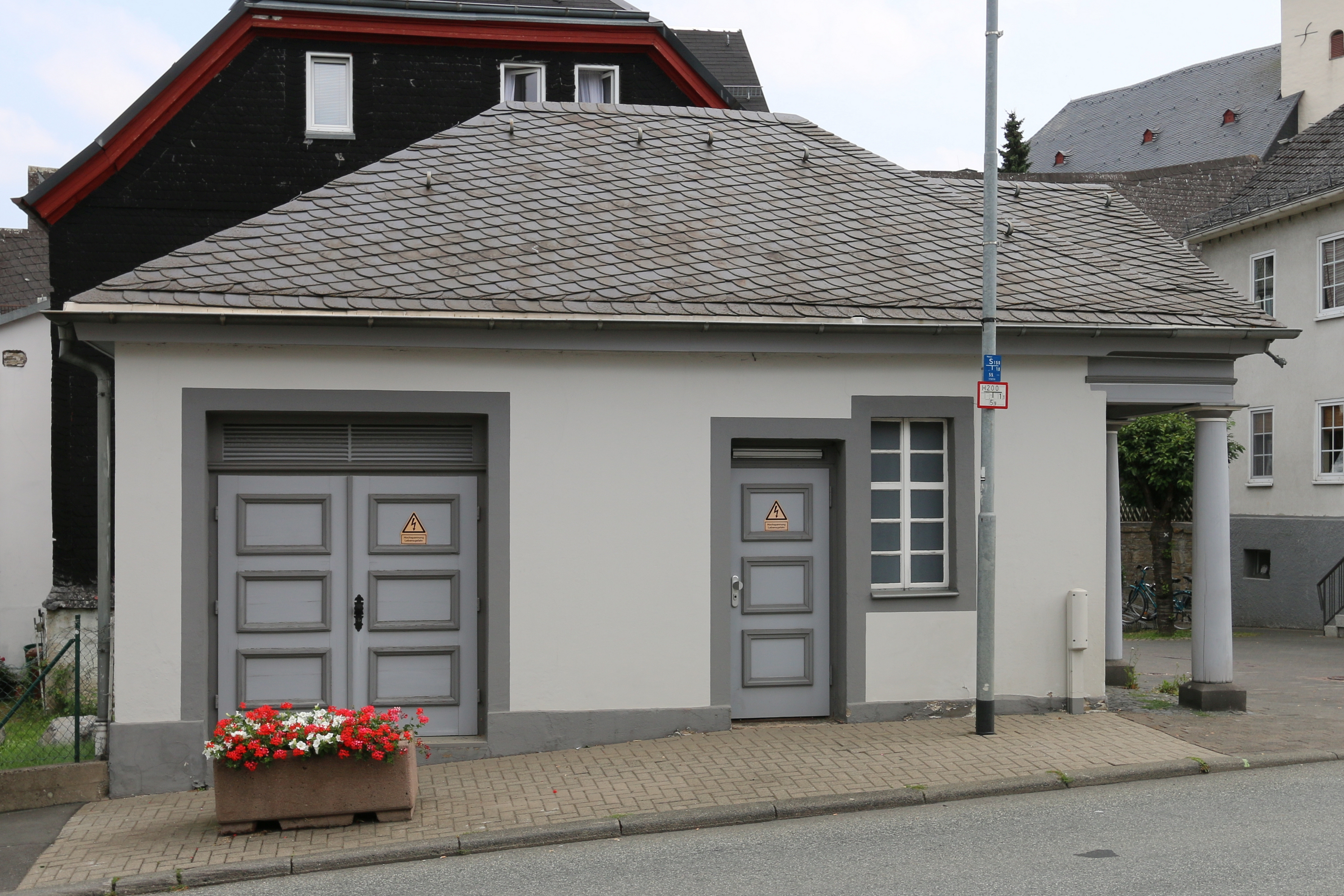
Seitenansicht von der Westerwaldstraße (2015)

Das ehemalige Wachhaus, auch „Alte Wache“ oder „Wacht“ genannt, befindet sich in der Stadt Haiger im Lahn-Dill-Kreis in Hessen. Es ist ein ehemaliges Wachlokal und Arrestzelle der Stadtwache und ein Beispiel für den heute selten erhaltenen Typus des Wachthauses der meist mit einer Säulenfront und einem Arrestraum ausgestattet war.
Das Gebäude wurde als Kulturdenkmal durch das Landesamt für Denkmalpflege Hessen aus geschichtlichen, künstlerischen und städtebaulichen Gründen in das Denkmalverzeichnis des Landes Hessen mit der Nummer 132828 eingetragen.

## Beschreibung
Um das Jahr 1810 gehörte Haiger zum Großherzogtum Berg und durchfahrende Fuhrleute mussten ein Wege- und Chausseegeld entrichten. Nachdem Haiger wieder zu Nassau gehörte entfiel die Gebühr und das Wachhaus verlor seine Funktion. Neben dem Wachhaus befand sich einer der öffentlichen Brunnen der Stadt Haiger. Das Wachhaus wurde um das Jahr 1810 (vermutet auch 1824) errichtet und befindet sich in der Hauptstraße an der Straßenkreuzung mit der Westerwaldstraße (L 3044) und der Straße Obertor. Es steht an einer Stelle vor dem ehemaligen Obertor der Stadtmauer die zur Erbauungszeit des Wachhauses und der kurz danach durchgeführten Neuanlage der Westerwaldstraße (von 1823 bis 1824) sukzessive niedergelegt wurde.
An der Straßenseite der Hauptstraße wurde eine von vier Holzsäulen getragene Vorhalle mit einem flachen Dreiecksgiebel errichtet. Der Dreiecksgiebel und das Dach wurden mit Schieferschindeln eingedeckt.